# 안드레아 콘타리니

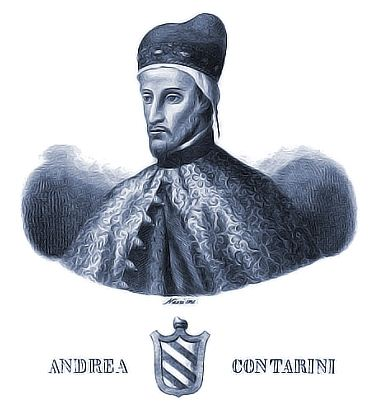

안드레아 콘타리니(Andrea Contarini)는 1367년부터 1382년까지의 베네치아 공화국의 도제이다. 그는 베네치아 공화국과 제노바 공화국 사이에 발발한 키오자 전쟁 동안 도제로 있었다.
콘타리니는 전쟁 기간 용맹함으로 주목을 받았었다. 그가 70대임에도, 베네치아 함대의 사령관(베토르 피사니와 함께 총사령관으로서)을 맡았었고 결정적이였던 키오자 전투에서도 군대를 이끌었다.
| 공직                 | 공직                             | 공직                 |
| -------------------- | -------------------------------- | -------------------- |
| 이전 마르코 코르나로 | 베네치아 공화국의 도제 1367–1382 | 이후 미켈레 모로시니 |